# 355704 Wangyinglai
355704 Wangyinglai è un asteroide della fascia principale. Scoperto nel 2008, presenta un'orbita caratterizzata da un semiasse maggiore pari a 3,0552607 au e da un'eccentricità di 0,1354698, inclinata di 6,60824° rispetto all'eclittica.